# Metropolitan Division
Metropolitan Division, franska: Division Métropolitaine, är en av fyra divisioner som utgör den nordamerikanska ishockeyligan National Hockey League (NHL) från och med säsongen 2021–2022, den grundades dock ursprungligen inför säsongen 2013–2014. Både denna division och Atlantic Division bildar tillsammans Eastern Conference.
Divisionen var inaktiv för säsongen 2020–2021 på grund av Coronaviruspandemin 2019–2021.
Metropolitan är den enda divisionen i NHL som inte har något lag från Kanada.

## Lagen
| Lagnamn               | Stad och delstat           | Arena och publikkapacitet      | Tidigare division | Stanley Cup-vinst(er) | General manager | Tränare         |
| --------------------- | -------------------------- | ------------------------------ | ----------------- | --------------------- | --------------- | --------------- |
| Carolina Hurricanes   | Raleigh, North Carolina    | PNC Arena (18 176)             | Central Division  | 1                     | Eric Tulsky     | Rod Brind'Amour |
| Columbus Blue Jackets | Columbus, Ohio             | Nationwide Arena (18 500)      | Central Division  | 0                     | Don Waddell     | Dean Evason     |
| New Jersey Devils     | Newark, New Jersey         | Prudential Center (16 514)     | East Division     | 3                     | Tom Fitzgerald  | Sheldon Keefe   |
| New York Islanders    | Elmont, New York           | UBS Arena (17 113)             | East Division     | 4                     | Mathieu Darche  | Patrick Roy     |
| New York Rangers      | New York, New York         | Madison Square Garden (18 006) | East Division     | 4                     | Chris Drury     | Mike Sullivan   |
| Philadelphia Flyers   | Philadelphia, Pennsylvania | Xfinity Mobile Arena (19 306)  | East Division     | 2                     | Daniel Brière   | Rick Tocchet    |
| Pittsburgh Penguins   | Pittsburgh, Pennsylvania   | PPG Paints Arena (18 387)      | East Division     | 5                     | Kyle Dubas      | Dan Muse        |
| Washington Capitals   | Washington, D.C.           | Capital One Arena (18 573)     | East Division     | 1                     | Chris Patrick   | Spencer Carbery |

## Historik

### Tidigare lag
De lag som spelar eller har spelat i Metropolitan Division.
| Lag                   | Tidsperiod       |
| --------------------- | ---------------- |
| Carolina Hurricanes   | 2013–2020, 2021– |
| Columbus Blue Jackets | 2013–2020, 2021– |
| New Jersey Devils     | 2013–2020, 2021– |
| New York Islanders    | 2013–2020, 2021– |
| New York Rangers      | 2013–2020, 2021– |
| Philadelphia Flyers   | 2013–2020, 2021– |
| Pittsburgh Penguins   | 2013–2020, 2021– |
| Washington Capitals   | 2013–2020, 2021– |

### Divisionsmästare
De lag som spelar eller spelade och vann divisionen för varje spelad säsong.
| Säsong    | Vinnare             | Antal |
| --------- | ------------------- | ----- |
| 2013–2014 | Pittsburgh Penguins | 1     |
| 2014–2015 | New York Rangers    | 1     |
| 2015–2016 | Washington Capitals | 1     |
| 2016–2017 | Washington Capitals | 2     |
| 2017–2018 | Washington Capitals | 3     |
| 2018–2019 | Washington Capitals | 4     |
| 2019–2020 | Washington Capitals | 5     |
| 2021–2022 | Carolina Hurricanes | 1     |
| 2022–2023 | Carolina Hurricanes | 2     |
| 2023–2024 | New York Rangers    | 2     |
| 2024–2025 | Washington Capitals | 6     |

### Presidents' Trophy-vinnare
De lag som spelar eller spelade i Metropolitan Division och vann Presidents' Trophy.
| Säsong    | Vinnare             | Antal |
| --------- | ------------------- | ----- |
| 2014–2015 | New York Rangers    | 1     |
| 2015–2016 | Washington Capitals | 1     |
| 2016–2017 | Washington Capitals | 2     |
| 2023–2024 | New York Rangers    | 2     |

### Stanley Cup-mästare
De lag som spelar eller spelade i Atlantic Division och vann Stanley Cup.
| Säsong    | Vinnare             | Antal |
| --------- | ------------------- | ----- |
| 2015–2016 | Pittsburgh Penguins | 1     |
| 2016–2017 | Pittsburgh Penguins | 2     |
| 2017–2018 | Washington Capitals | 1     |